# Văn Giảng
Văn Giảng (12 tháng 5 năm 1924 – 9 tháng 5 năm 2013) là nhạc sĩ Việt Nam có sáng tác thuộc nhiều thể loại. Các bút danh khác của ông là Thông Đạt, Nguyên Thông, Nguyên Đàm & Tiến Tài, Anh Phương & Nguyên Diệu.

## Cuộc đời
Ông tên thật là Ngô Văn Giảng sinh ngày 12 tháng 5 năm 1924 trong một gia đình trung lưu có truyền thống về âm nhạc tại Huế. Ông nội của ông là một nhạc sĩ cổ nhạc. Ngay từ bé, Văn Giảng đã tỏ ra những năng khiếu về âm nhạc. Ông bắt đầu tập chơi mandolin rồi sau đó đến guitar.
Sinh hoạt đầu tiên của Văn Giảng là tham gia hòa nhạc với các bạn Nguyễn Văn Thương, Lê Quang Nhạc khi ông mới 18 tuổi. Sau đó vào khoảng năm 1944, nối gót nhạc sĩ Thẩm Oánh, tác giả bài A Di Đà Phật ở ngoài Bắc, Văn Giảng cùng với nhạc sĩ Nguyễn Hữu Ba khởi xướng và phát triển nền Phật nhạc tại Huế.
Ông vào Sài Gòn thi tú tài và tốt nghiệp cử nhân. Sau khi thi đỗ Anh văn ở Hội Việt Mỹ, Văn Giảng sang tu nghiệp âm nhạc tại Hawaii và Bloomington (Hoa Kỳ). Tốt nghiệp xuất sắc, ông được học bổng để tiếp tục nghiên cứu bậc cao học âm nhạc, để rồi sau đó trở về nước và được đề cử làm giám đốc trường Quốc gia Âm nhạc Huế.
Sau Tết Mậu Thân 1968, cảm thấy sinh sống ở Huế bất an (Tăng Duyệt, bạn thân của ông, bị giết trong biến cố này) nhạc sĩ Văn Giảng vào Sài Gòn lập nghiệp từ năm 1969. Ông dạy nhạc tại trường Quốc gia Âm nhạc Sài Gòn, tham gia sinh hoạt ca nhạc ở đài phát thanh, đài truyền hình và soạn hòa âm cho hãng đĩa Asia, Sóng Nhạc. Đồng thời, Văn Giảng còn được Bộ Văn hóa Giáo dục đề cử làm Trưởng phòng Học vụ Nha Mỹ thuật, đảm trách học vấn của các trường Âm nhạc Sài Gòn, Huế và các trường Cao đẳng Mỹ thuật.
Năm 1970, ông được huy chương vàng Giải Văn học Nghệ thuật Quốc gia của Tổng thống Việt Nam Cộng hòa với tác phẩm Ngũ tấu khúc (Quintet for Flute and Strings). Cùng năm này, ông được chỉ định làm Giám đốc Nghệ thuật điều hành Đoàn Văn nghệ Việt Nam gồm 100 nghệ sĩ tân cổ nhạc và vũ, ban vũ do nhạc sĩ Hoàng Thi Thơ phụ trách, ban vũ cổ truyền Đại nội Huế do nhạc sĩ Nguyễn Hữu Ba điều khiển, để tham dự Hội chợ Quốc tế EXPO 70 tại Osaka, Nhật Bản.
Sau sự kiện 30 tháng 4 năm 1975, ông ở lại Việt Nam cho đến năm 1981 thì vượt biên đến quần đảo Natuna, rồi đảo Galang thuộc Indonesia. Trong 6 tháng ở đây, ông sáng tác một số bài nói lên thân phận của những người lưu vong mà bài đầu tiên là Natuna người tình đầu.
Ngày 20 tháng 5 năm 1982, Văn Giảng được chính thức định cư tại Úc. Ông tiếp tục con đường âm nhạc, soạn và xuất bản nhiều sách dạy nhạc viết bằng Việt ngữ và Anh ngữ, sách nhạc lý như cách dùng hợp âm, tự học Tây Ban cầm, hòa âm, sáng tác, học hát, học đàn... Văn Giảng còn sáng tác thêm nhiều tình khúc được tập hợp thành một số tập, như "12 Tình Khúc (Tập I)", "12 Tình Khúc (Tập II)".
Văn Giảng mất ngày 9 tháng 5 năm 2013 ở thành phố Footscray, tiểu bang Victoria, nước Úc. Vợ ông lên cơn đau tim sau khi rải cốt tro ông trên biển vào ngày 17 tháng 5 và mất sau khi đưa vào bệnh viện cùng chiều hôm đó.

## Sự nghiệp âm nhạc

### Khởi đầu với hùng ca

Bản nhạc Hoa Cài Mái Tóc

Phần lớn các sáng tác đầu tiên của Văn Giảng đều thuộc thể loại hùng ca như Thúc quân (1949), Lục quân Việt Nam (1950), Đêm Mê Linh (1951), Quân hành ca (1951), Qua đèo (1952), Nhảy lửa (1953)... nhưng ông còn viết tình ca với bài đầu tiên là Ai về sông Tương ký tên Thông Đạt. Bút danh này chính là tên ghép pháp danh Nguyên Thông của ông và Tâm Đạt của người vợ.
Ai về sông Tương được Thông Đạt viết vào năm 1949. Lúc đó, Văn Giảng có chơi thân cùng ông Tăng Duyệt, giám đốc nhà xuất bản Tinh Hoa, một số hành khúc của Văn Giảng cũng được nhà xuất bản Tinh Hoa ấn hành. Một lần Tăng Duyệt nói đùa ngụ ý rằng nhạc sĩ Văn Giảng chỉ viết được những bài hùng ca thôi còn về những bài tình ca không phải sở trường của Văn Giảng.
Văn Giảng nghe như vậy và không trả lời. Sau đó ông viết bản Ai về sông Tương và ký tên Thông Đạt. Ai về sông Tương được tác giả Thông Đạt gửi đến các đài phát thanh ở Hà Nội, Huế, Sài Gòn và nhanh chóng nổi tiếng. Sau nhiều lần được nghe bản nhạc đó trên đài, Tăng Duyệt gặp Văn Giảng và hỏi ở trong giới nhạc, Văn Giảng có biết Thông Đạt, tác giả bài Ai về sông Tương là ai không. Tăng Duyệt muốn tìm mua lại bản quyền để xuất bản nhạc phẩm đó nhưng Văn Giảng trả lời không biết.
Hai người bạn của Văn Giảng là nhạc sĩ Đỗ Kim Bảng và nhà văn Lữ Hồ tới chơi và tình cờ nhìn thấy bản thảo của Ai về sông Tương. Nhờ đó Tăng Duyệt mới biết Văn Giảng chính là Thông Đạt, tác giả của bài hát.

### Nhạc Phật giáo
Văn Giảng còn có một bút danh khác nữa là Nguyên Thông khi viết những ca khúc về Phật giáo. Dưới bút hiệu này, ông đã sáng tác khoảng vài chục ca khúc về Phật giáo, đóng góp không nhỏ cho nền Phật nhạc của Việt Nam. Các bài của ông được thường xuyên hát lên trong các buổi tụng niệm tại các chùa từ Huế vào đến Sài Gòn. Bài Mừng ngày Đản Sanh của ông được dùng làm ca khúc chính thức cho lễ Phật Đản đến tận bây giờ. Một ca khúc khác cũng nổi tiếng không kém là Từ Đàm quê hương tôi.

### Nhạc thiếu nhi
Trong thời gian làm nhạc trưởng Đài Phát thanh Huế và giáo sư âm nhạc tại các trường Trung học Hàm Nghi, Quốc Học và trường Sư phạm đào tạo giáo viên tiểu học, nhạc sĩ Văn Giảng có sáng tác và ấn hành một tập nhạc dành cho thiếu nhi mang tên Hát mà học gồm có 10 ca khúc: Đến trường, Chơi ná, Chê trò xấu nết, Mèo chuột, Tham mồi, Gương sáng Lê Lai, Quang Trung hùng ca, Trăng Trung thu, Chúc xuân và Tạm biệt.

### Tân cổ nhạc hòa tấu
Xuất thân từ một gia đình có truyền thống âm nhạc, Văn Giảng thích tìm tòi và nghiên cứu nhạc cổ truyền Việt Nam. Năm 1956, ông đã tìm ra phương pháp ký âm cho nhạc sĩ cổ truyền có thể nhìn bài bản mà trình tấu chung với nhạc sĩ tân nhạc và từ đó, ông thành lập ban cổ kim hòa điệu Việt Thanh, ban nhạc đầu tiên trong nước dưới hình thức tân cổ hòa điệu với những nhạc khí tranh, tỳ, nhị huyền, nhị hồ, đàn nguyệt... hoà tấu chung với dương cầm, tây ban cầm, đại hồ cầm...
Trong lĩnh vực này, ông đã hoàn thành bản đại hòa tấu độc đáo Ai đưa con sáo sang sông thời lượng 60 phút, trình diễn bởi các nhạc sĩ cổ truyền. Ông cũng soạn nhiều sách giáo khoa về âm nhạc, hoàn thành quyển "Kỹ thuật hoà âm" dày 350 trang được dùng làm tài liệu dạy âm nhạc ở các trường.

## Tác phẩm
Văn Giảng
- Chê trò xấu nết
- Chơi ná
- Chúc xuân
- Đêm Mê Linh
- Đến trường
- Đoàn hùng binh
- Đoàn người phiêu lưu
- Gương sáng Lê Lai
- Kéo gỗ rừng khuya
- Lục Quân Việt Nam
- Mèo chuột
- Nam Quan hận khúc (lời Hồ Đình Phương)
- Nhạc bình minh
- Nhảy lửa
- Quang Trung hùng ca
- Quân hành ca
- Quê ngoại (lời Hồ Đình Phương)
- Sầu Ô Thước
- Sĩ Nông Công Thương
- Tạm biệt
- Tham mồi
- Thanh niên! Thanh niên!
- Thúc quân (Hồn quân reo)
- Thương tà áo bay (Văn Giảng - Nguyên Đàm)
- Tiếng hát dân quê
- Trăng trung thu
- Tuổi hoa

Thông Đạt
- Ai về Sông Tương
- Áo cưới màu hoa
- Bàng hoàng
- Căn nhà hoà bình
- Có thế thôi
- Duyên tình hai đứa
- Đôi mắt huyền
- Hoa cài mái tóc
- Hồn viễn khách (thơ Hồ Đình Phương)
- Lỗi hẹn
- Luyến quê
- Năm nay em mấy tuổi đầu
- Nói chi đến chuyện mai sau
- Thương về quê tôi
- Tiếng hò trên sông
- Tình em biển rộng sông dài
- Tình thôn nữ
- Tuổi hoa
- Xin cho tôi giấc mộng bình yên
- Xin đừng bỏ nhau
- Xin đừng chờ em nữa
- Xin lễ cưới em

Nguyên Thông
- Bao la vô tận
- Bờ mê bến giác
- Buông xả
- Ca Tỳ La Vệ
- Có những hồi chuông
- Đời sống Đức Phật
- Giả hợp
- Giòng sinh diệt
- Hãy tự giác
- Hoa cài áo lam
- Mong tỉnh ngộ
- Mừng ngày Đản Sanh
- Tâm bệnh
- Tìm đâu xa
- Từ Đàm quê hương tôi
- Vô thường
- Vũ khí chơn tâm

Nguyên Diệu
- Thôn trăng (Mạnh Bích - Nguyên Diệu) (1956)
- Thư người chiến binh (Nguyên Đàm - Nguyên Diệu) (1959)[a]
- Tiễn anh (Anh Phương - Nguyên Diệu) (1960)

Tiến Tài
- Nếu duyên không thành
- 100 bến nước
- Cây dừa trước ngõ
- Đường phố không người
- Người yêu quay mặt
- Sao em không nói (Tiến Tài - Nguyên Đàm)

Hữu Nghĩa
- Đón mừng ánh đạo (Nguyên Đàm - Hữu Nghĩa)

Anh Phương
- Bình minh trên đầu núi
- Mơ ngày tái ngộ
- Một đêm vui
- Tình xuân
- Trong mơ
- Chiều kinh đô